# Néguev
Le Néguev (de l'hébreu : נֶגֶב ; en arabe : النقب - Naqab) est une région désertique du sud d'Israël. En hébreu biblique, Néguev signifie « sud ». Le Néguev couvre la plus grande part du district sud d’Israël.

## Géographie

### Localisation
Géographiquement, d'une superficie de 13 000 km2, ce désert forme un triangle posé sur l'un de ses angles, au sud au niveau du golfe d'Aqaba et de la ville d'Eilat. Il est limité à l'ouest par la péninsule du Sinaï et la bande de Gaza et, à l'est, par la vallée de l'Arabah qui constitue la frontière entre Israël et la Jordanie. Au nord, la limite est plus diffuse mais se situe le long d'une ligne entre Gaza et la mer Morte.

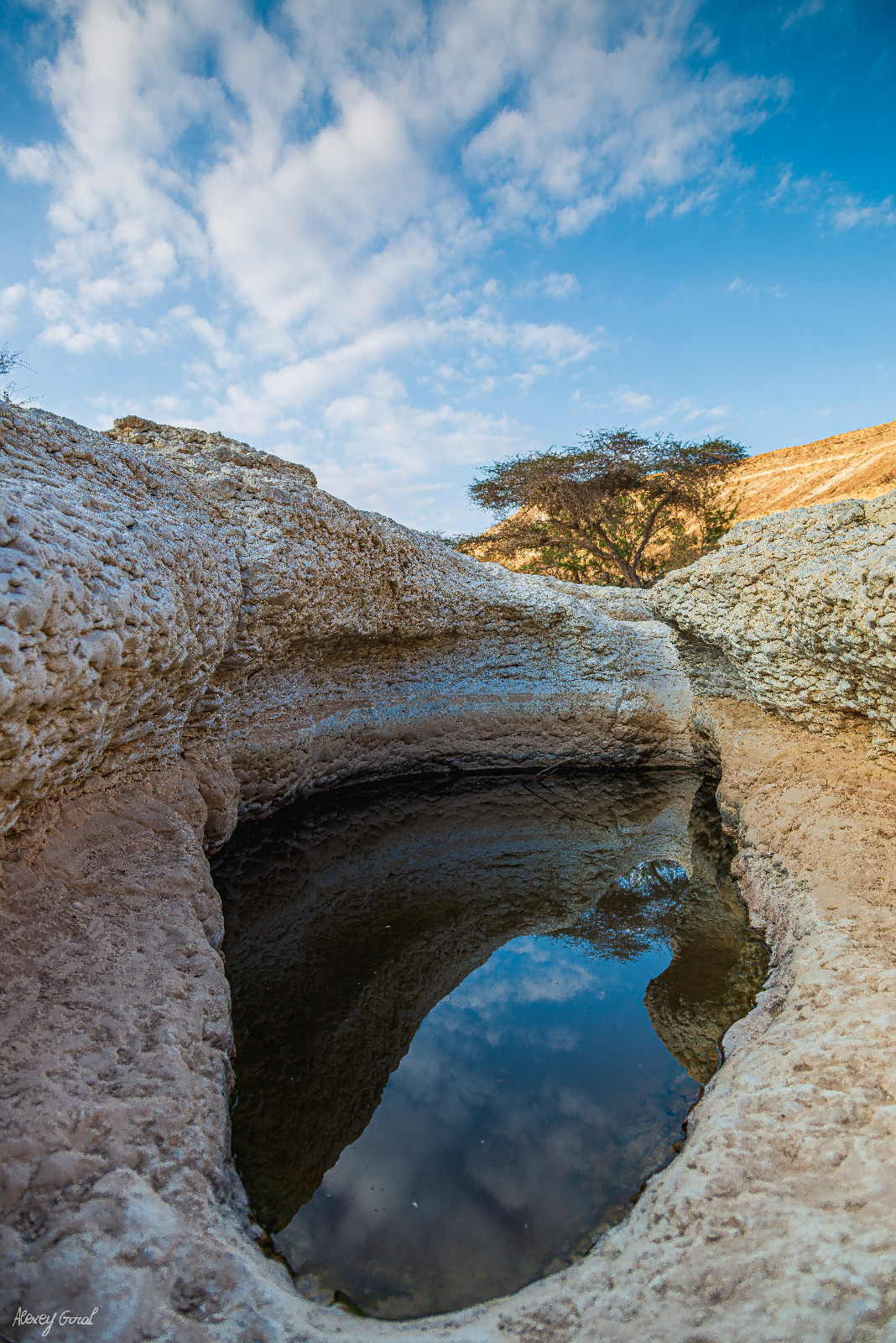
Saraf stream.

### Flore
La végétation est très rare : seuls subsistent quelques arbres et de maigres buissons desséchés par le soleil. La vie dans le désert se situe toujours autour des oasis ou autour des puits creusés par l’homme.

### Faune
Dans les années 1970, il y avait encore une vingtaine de panthères d'Arabie (Panthera pardus nimr), mais cette sous-espèce de léopard a presque disparu du Néguev depuis.

### Géologie
On y trouve plusieurs curiosités géologiques et culturelles, notamment trois grands cirques ou makhtesh : HaMakhtesh HaGadol, HaMakhtesh HaKatan et Makhtesh Ramon, le plus vaste des trois.

## Histoire

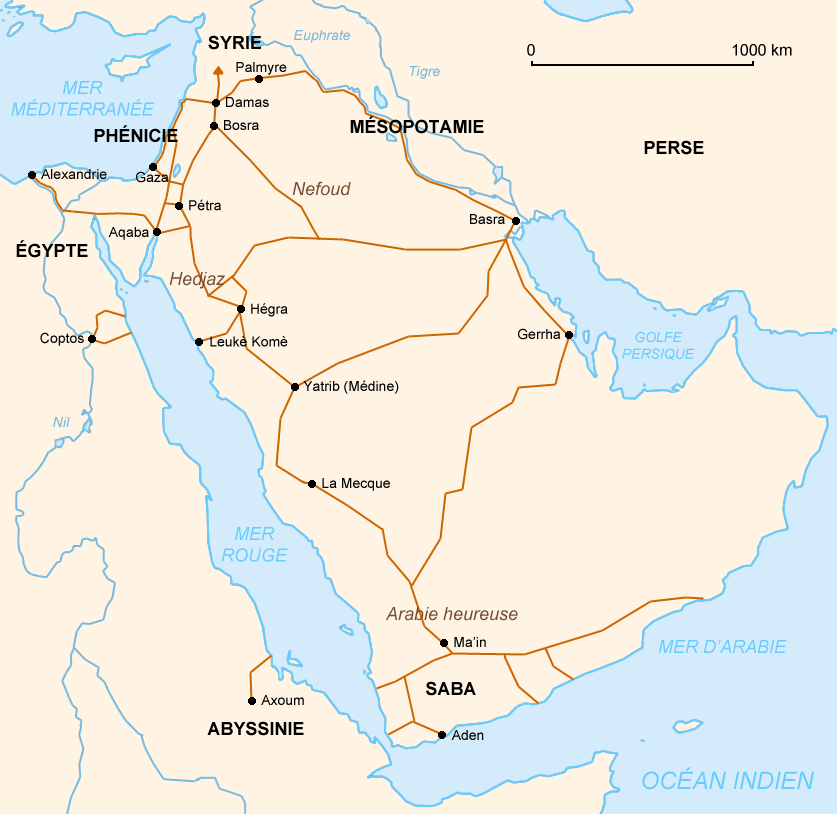
Routes nabatéennes.

Historiquement, le Néguev fut le théâtre des activités de la civilisation des Nabatéens qui y fondèrent la cité de Avdat, l'Oboda antique, sur l'itinéraire de leurs caravanes reliant notamment Pétra et Gaza. De nombreux graffitis datant des débuts de l'ère islamique y ont été étudiés par l'archéologue Yehuda D. Nevo.
Selon la Bible, le roi David (Xe siècle av. J.-C.) trouve refuge dans le canyon Ein Gedi au Néguev, tandis que la citadelle de Massada située dans le parc national de Massada (inscrit sur la liste de l’Unesco), a été bâtie par le roi Hérode (Ier siècle av. J.-C.). Son peuple, en rébellion contre l'Empire romain, tient le siège contre les légions romaines grâce à cette citadelle perchée sur un piton rocheux qui offre une vue à 360° sur le désert du Néguev, la mer Morte et les montagnes Moab en Jordanie.
Avant la naissance d’Israël en 1948, de nombreux juifs ont été envoyés dans le Néguev, l’une des terres de prédilection de l’Agence juive pour y installer des migrants, dont les dernières vagues venues de Russie et d’Éthiopie ont vécu sous des tentes.
Le Néguev devait, dans le plan de partage de la Palestine par l’ONU en 1947, revenir en partie à l’État palestinien qui ne vit finalement jamais le jour. L'armée israélienne s'en est emparée en 1948 après une victoire sur l’armée égyptienne. Quelque 80 % des habitants ont alors été contraints de fuir, principalement vers Gaza. Les Bédouins ayant pu rester ont acquis la nationalité israélienne mais vécurent durant deux décennies sous un strict régime d’administration militaire, réglementant, entre autres, les déplacements. Par ailleurs, des pressions multiformes sont exercées sur les Bédouins pour les contraindre à s’installer dans sept « villes nouvelles », établies de 1968 à 1990.
Le premier ministre Benyamin Nétanyahou lance en 2011 un plan d’urbanisation forcée des dizaines de milliers de Bédouins du Néguev qui demeurent encore isolés dans leurs villages ancestraux, mais non reconnus par l’État israélien. Ce plan provoque chez les Bédouins un mouvement de protestation inédit par son ampleur. Les incidents impliquant la police israélienne se multiplient, surtout lors des démolitions, conduisant à la mort de Bédouins. Les localités non reconnues sont privées d’eau, d’électricité, de tout-à-l’égout et d’abris antiaériens, ce qui expose cette population bédouine aux tirs de roquettes du Hamas sur Israël.

## Démographie
Le Néguev constitue 60 % de la surface de l'État d'Israël mais n'abrite que 8 % de sa population, dont une forte communauté de Bédouins (25 % de la population régionale).
La ville principale est Beer-Sheva au nord, qui comptait 6 000 habitants en 1930, compte 200 000 habitants environ et une liaison ferroviaire la relie à Tel-Aviv-Jaffa. Plus de la moitié de ses habitants a moins de 35 ans. La limite sud est le golfe d'Aqaba et la ville balnéaire israélienne d'Eilat. Parmi les autres villes, on trouve Dimona et Mitzpe Ramon et des cités bédouines dont Rahat et Tel Sheva (en).
La population de Bédouins, qui sont pour la plupart des Arabes israéliens, est estimée a 160 000 personnes. La volonté des autorités israéliennes serait de les sédentariser, et à ce titre, ils ont été dirigés en grande partie vers des villages et villes construits par le gouvernement. Une autre moitié vivent de nomadisme, dans des villages qui ne sont pas reconnus et où les conditions sanitaires sont précaires en raison de l'absence d'infrastructures et des démolitions exercées par les autorités israéliennes lorsqu'il s'agit de constructions illégales,.
La situation est parfois conflictuelle entre les autorités israéliennes et la population bédouine, et des incidents se déroulent de manière récurrente. Un village bédouin, Wadi al-Khalil, a été détruit en 2024 pour faire passer une autoroute.

## Développement

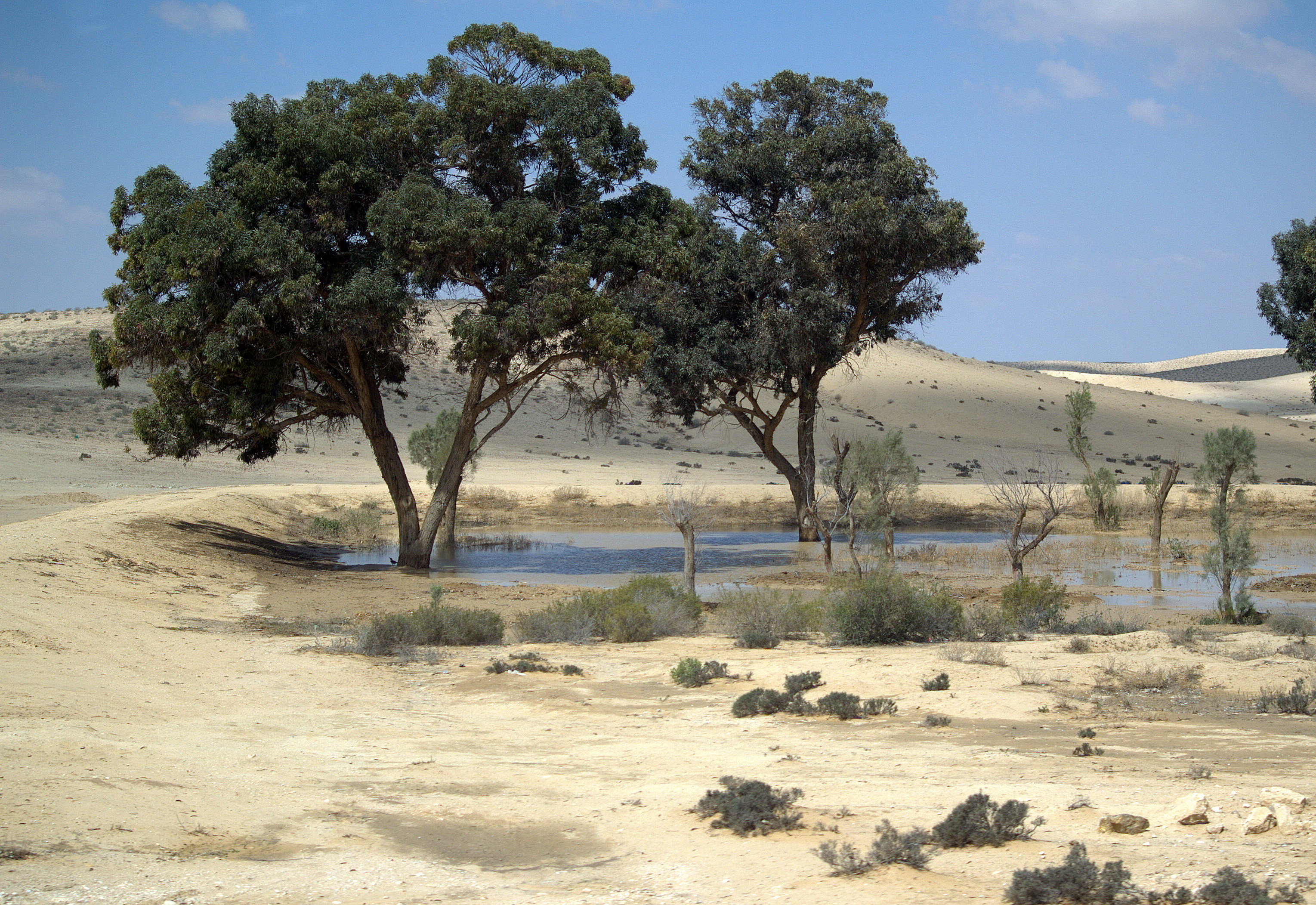
Un liman, système d'irrigation créé dans le désert du Néguev.

Aujourd'hui, cette région se situe au centre du programme israélien de développement du pays par de nombreux programmes de reforestation du désert, d'implantation de nouveaux immigrants et de développement économique afin de désengorger le littoral côtier. À cet égard, une nouvelle liaison ferroviaire a été inaugurée en 2005 entre Tel Aviv-Jaffa et Beer-Sheva, la « capitale du désert », afin de faciliter le décloisonnement de cette portion du territoire. Le Néguev est également connu sur le plan international car il abrite les installations de la centrale nucléaire de Dimona, le cœur présumé du programme nucléaire militaire d'Israël. Sur le plan technologique, le Neguev est parfois comparé à la Silicon Valley en tant que vitrine technologique d’un État qui veut s’affirmer dans l’agriculture de pointe, la robotique et la cybersécurité. Be'er Sheva héberge 150 start-up, des grandes compagnies technologiques comme IBM et Oracle, ainsi que trois centres de recherche liés à l’université Ben Gourion (elle aussi située dans le Neguev) spécialisés en technologies de pointe, sciences de l’informatique, cybersécurité, environnement, chimie et robotique.
En 2006, un nouveau ministère dirigé par l'ancien Premier ministre Shimon Peres a été créé exclusivement pour la mission de « refleurir le désert du Néguev » d'ici l'an 2015 (et également pour faire prospérer la région nord de la Galilée).

## Galerie

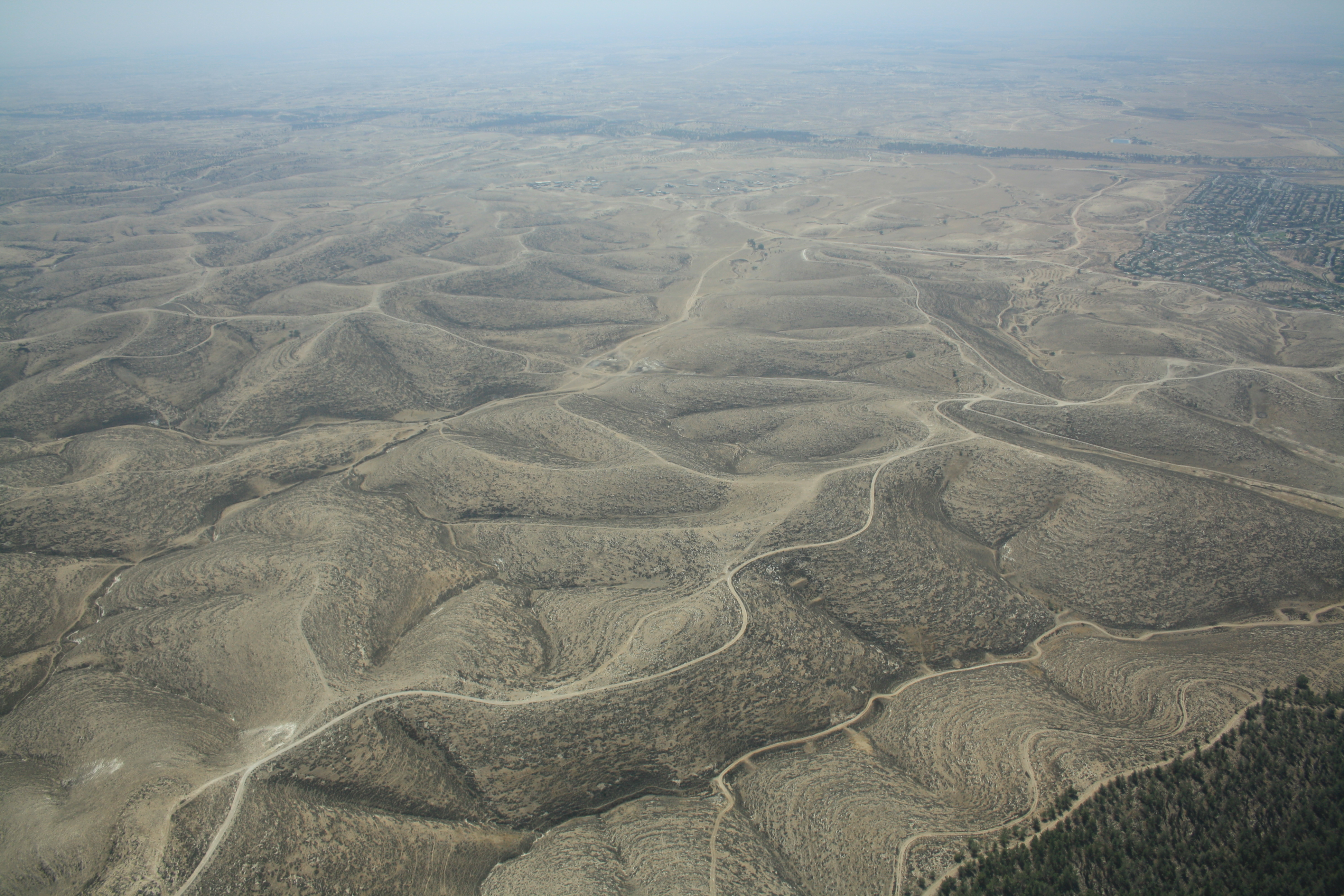
Vue aérienne
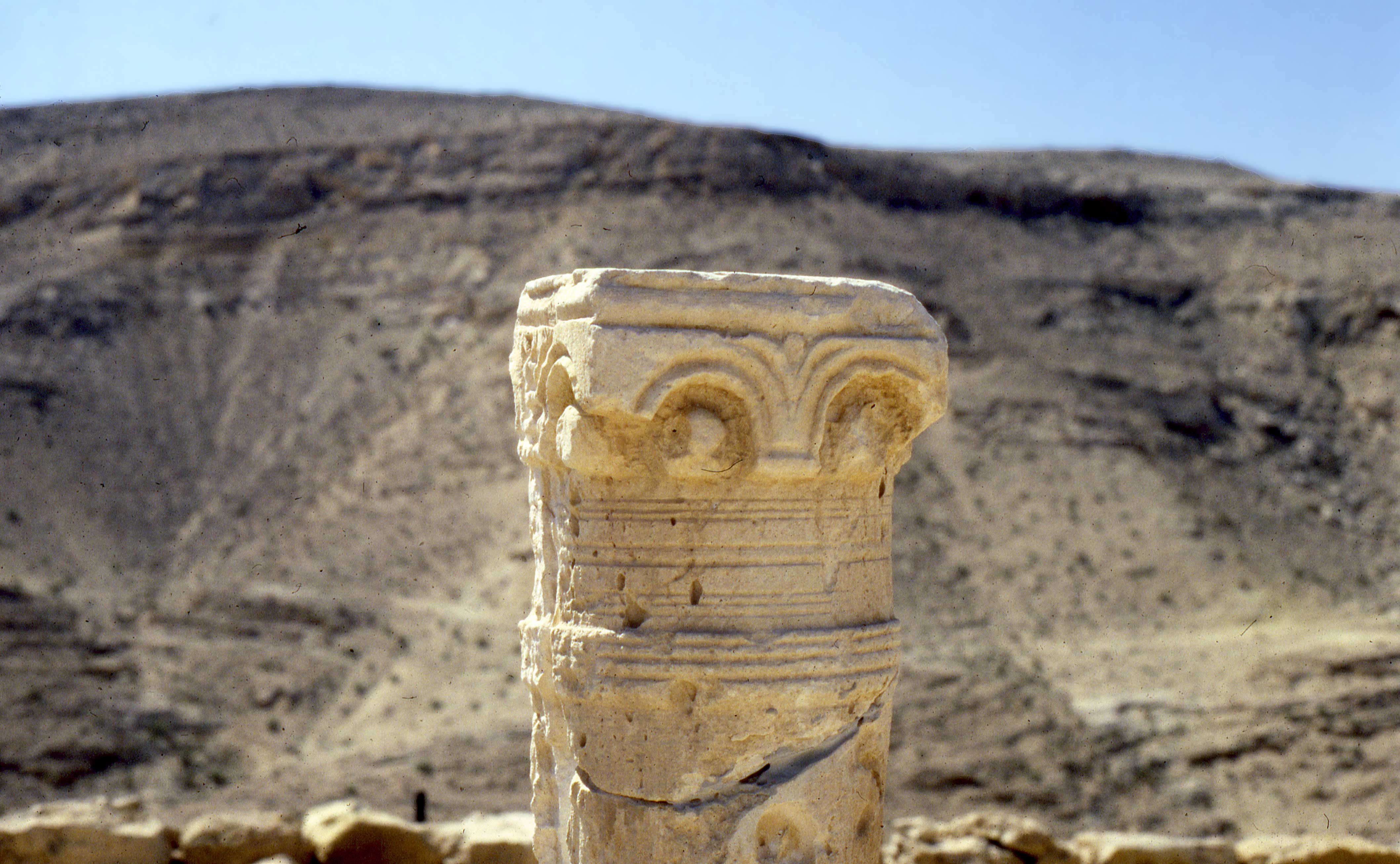
Ruines dans le désert du Néguev
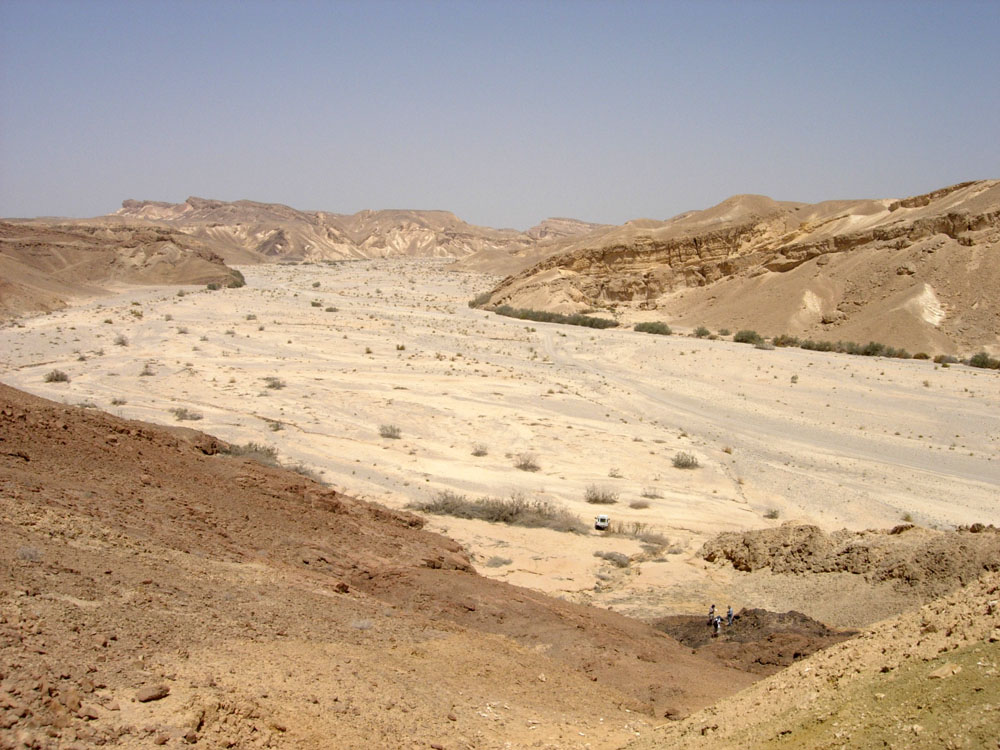
Nahal Paran (en), désert du Néguev.
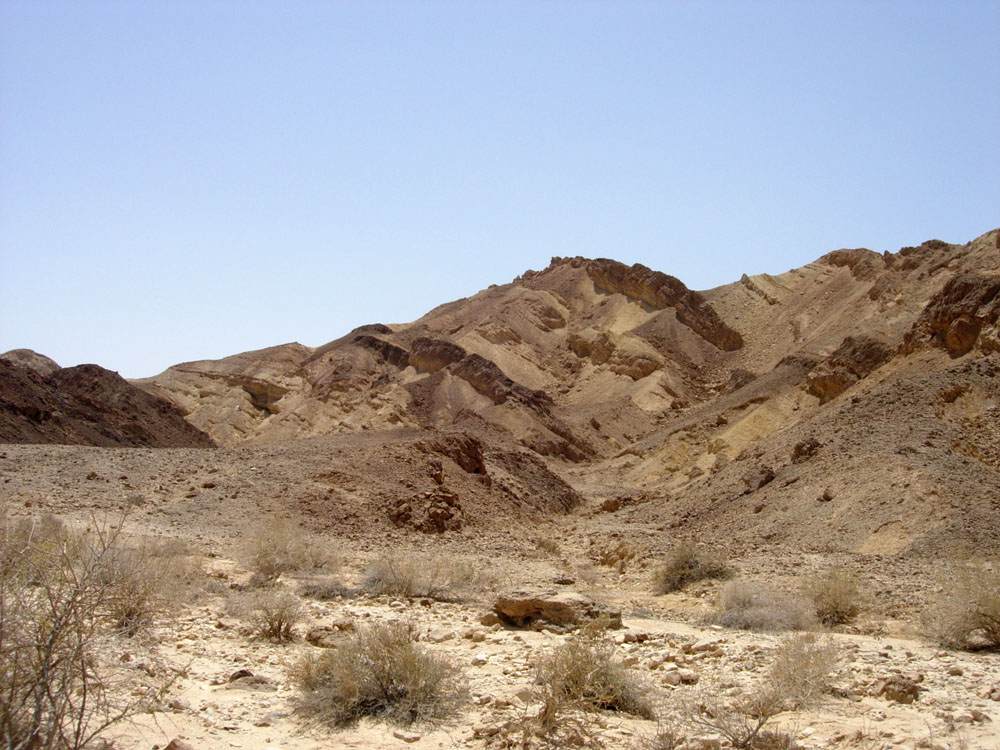
Désert du Néguev.
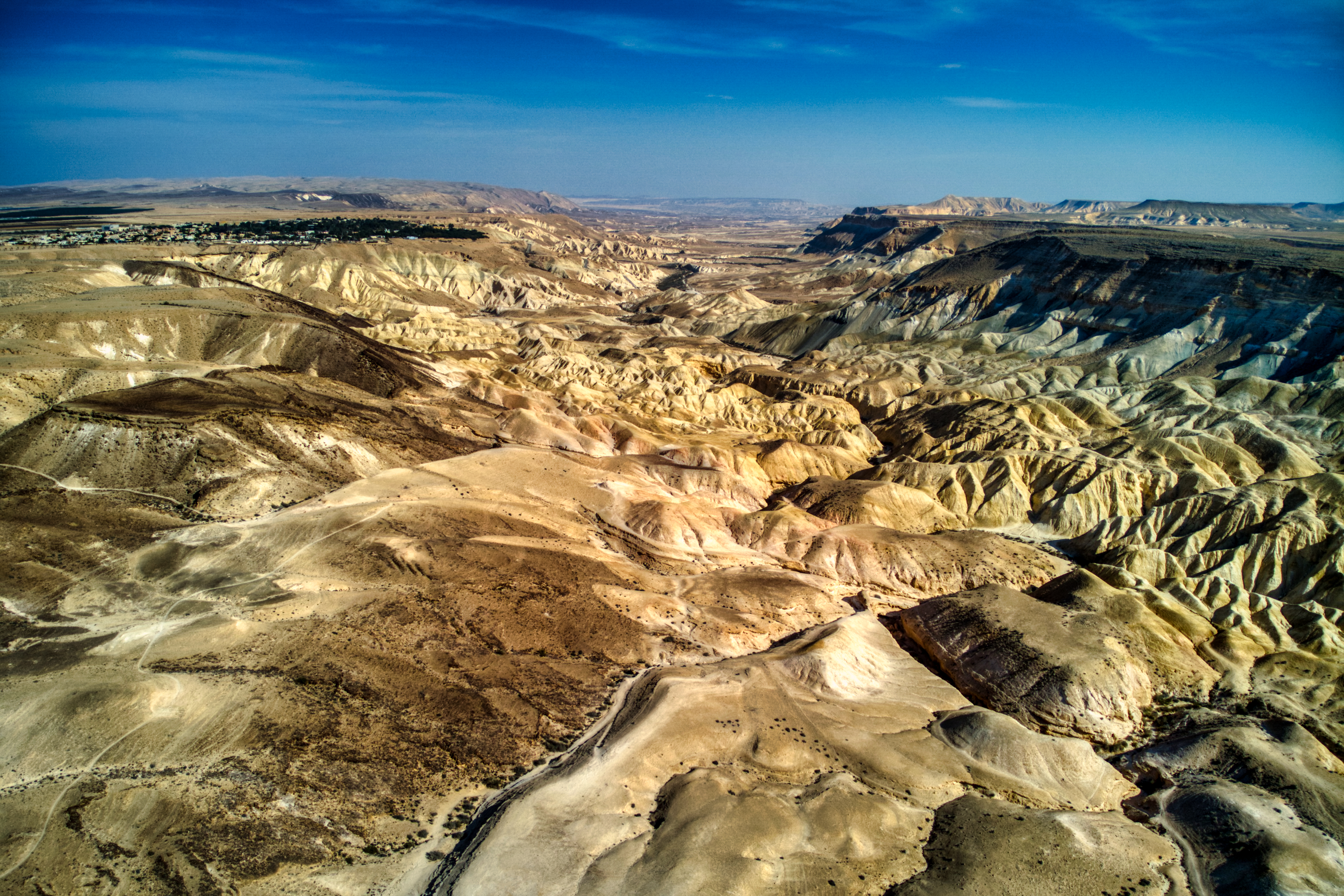
Nahal Havarim.
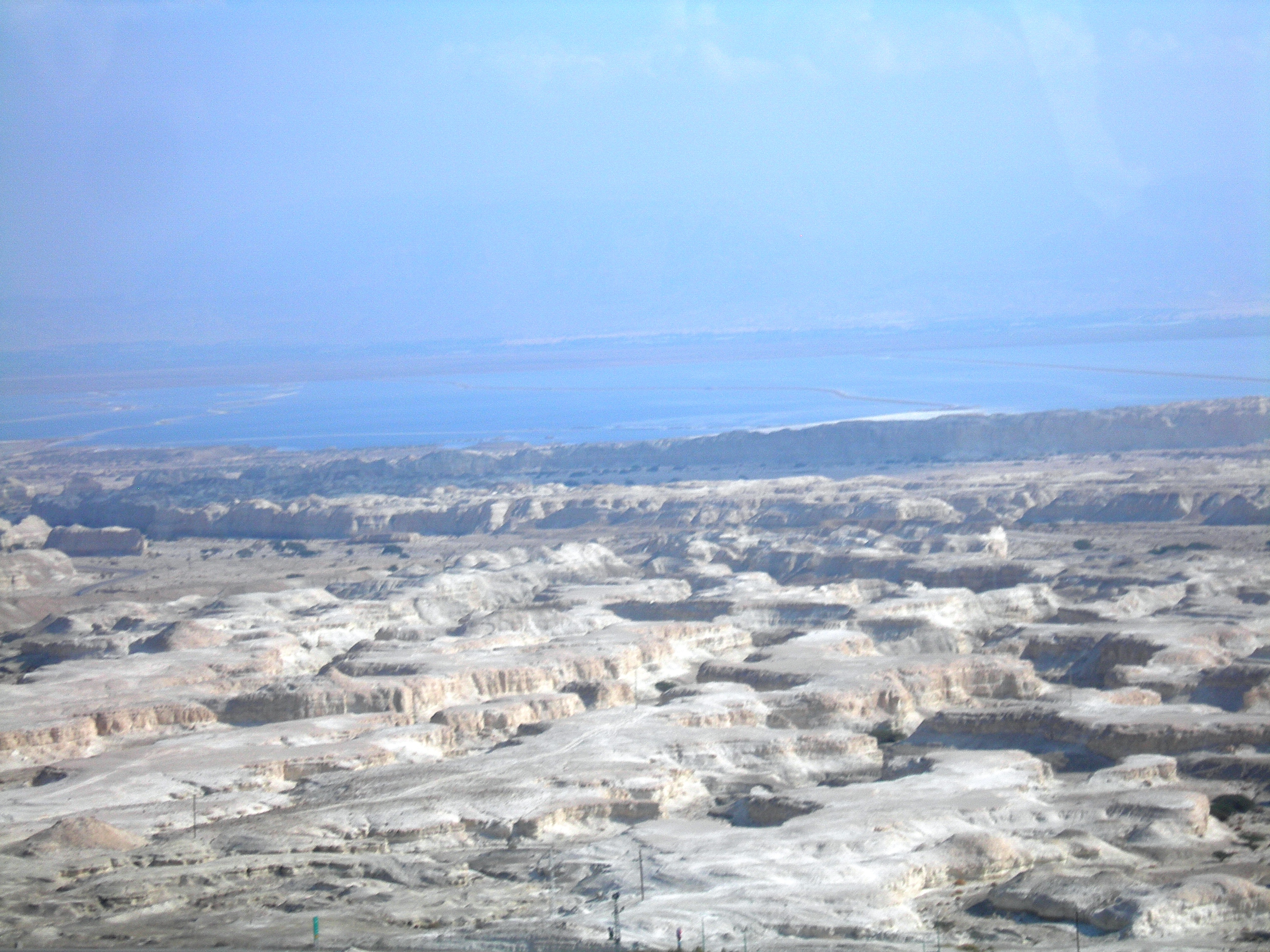
Vue des étendues du désert du Néguev.

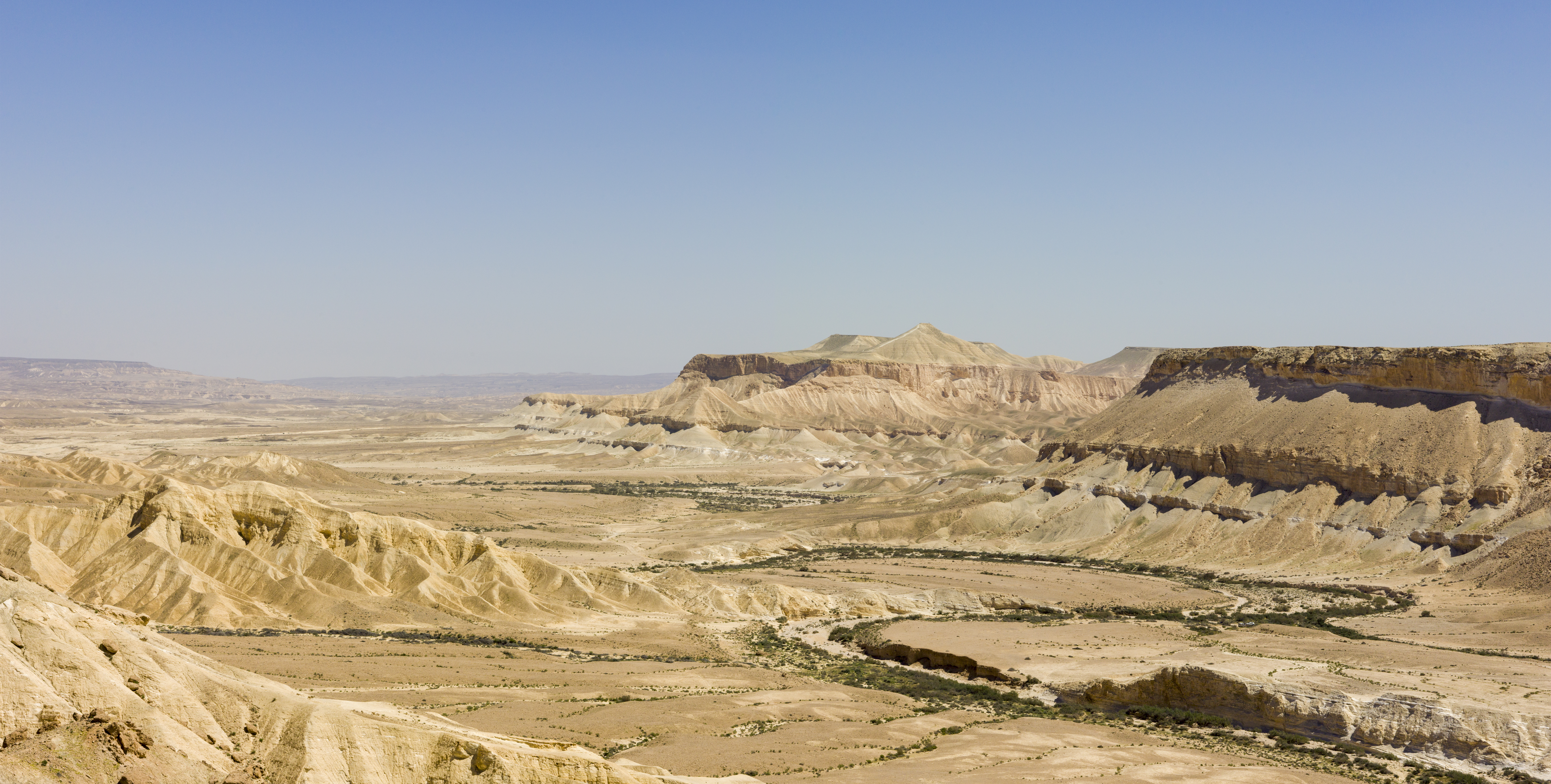
Paysage d'Ein Avdat.
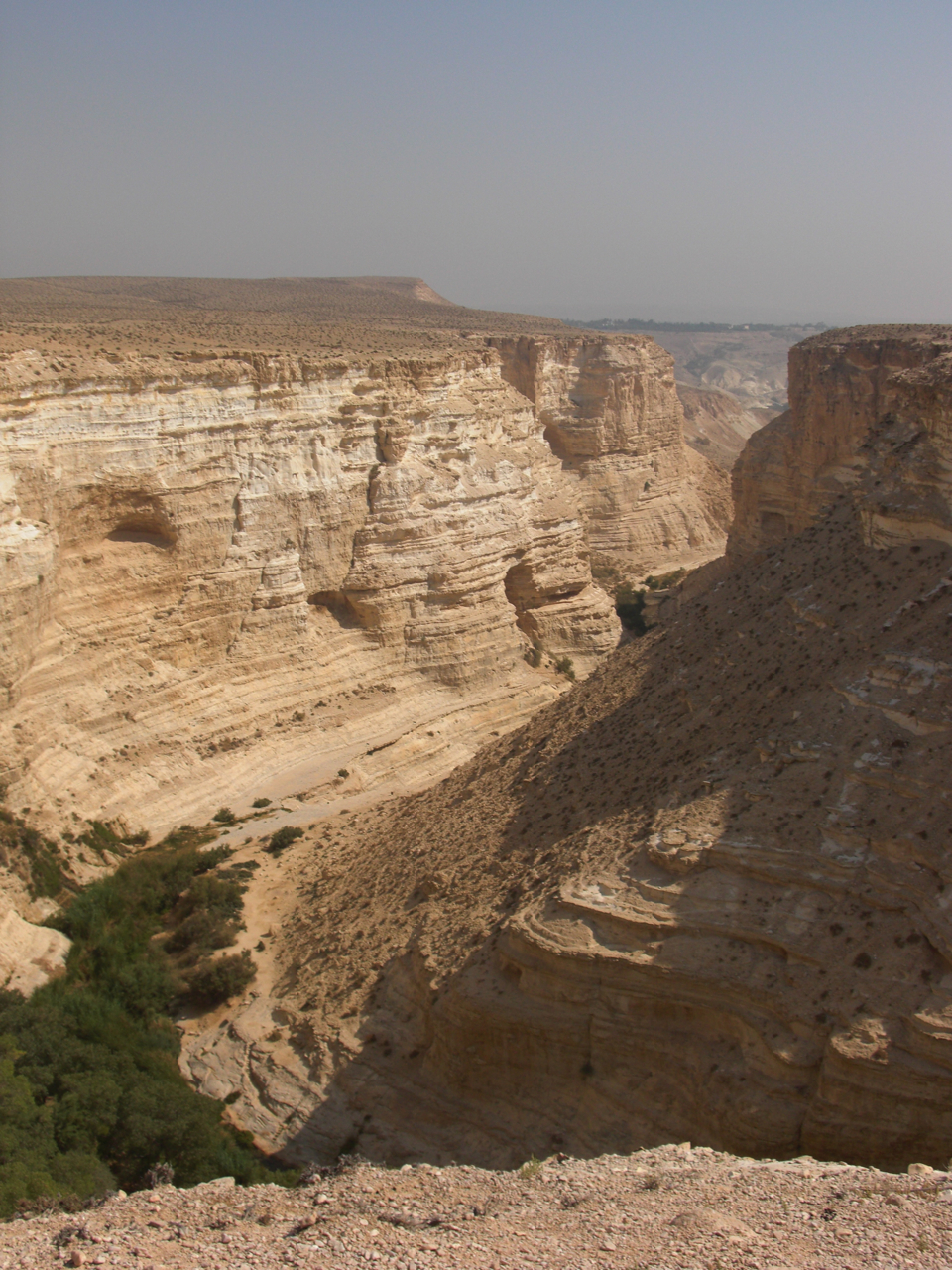
Canyon d'Ein Avdat.
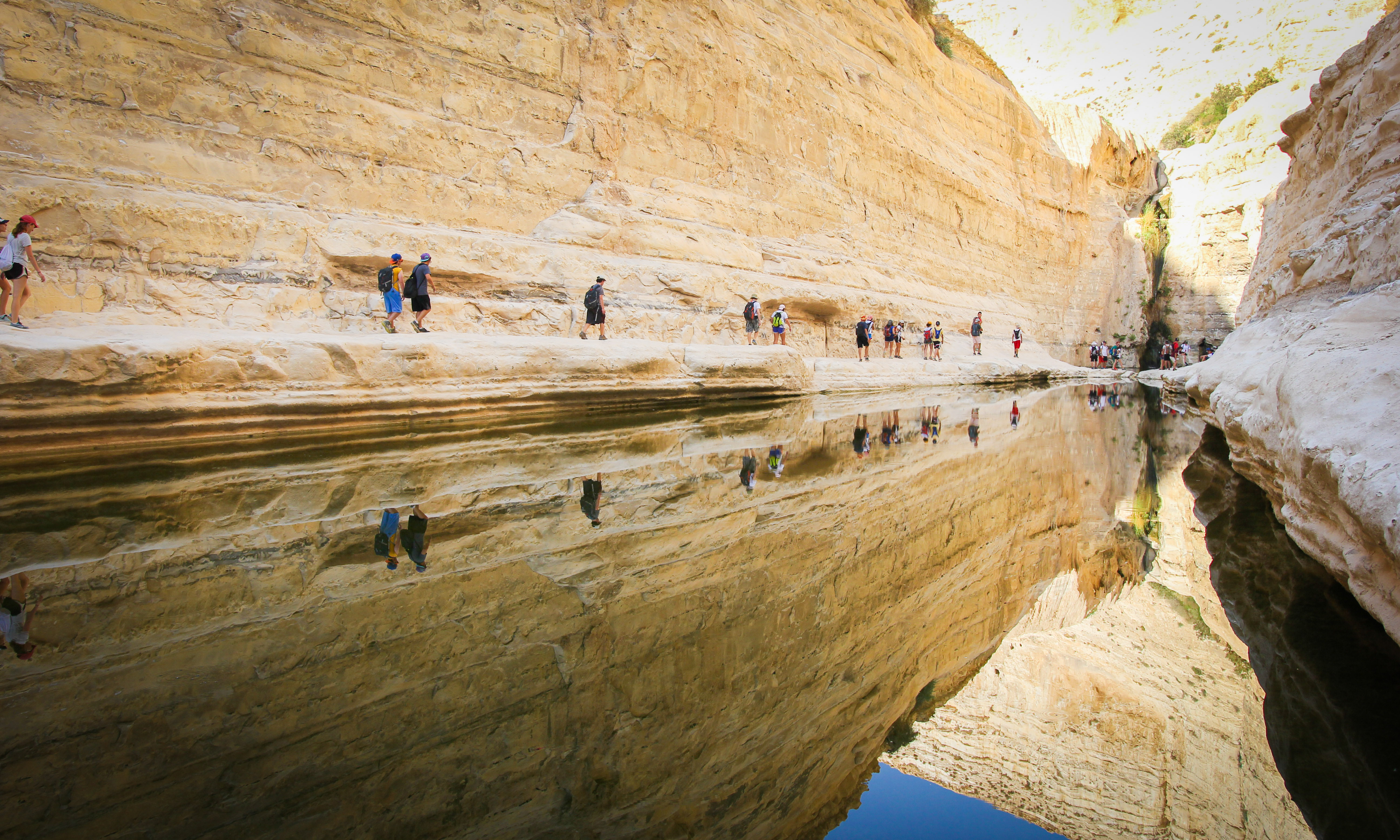
Ein Avdat.
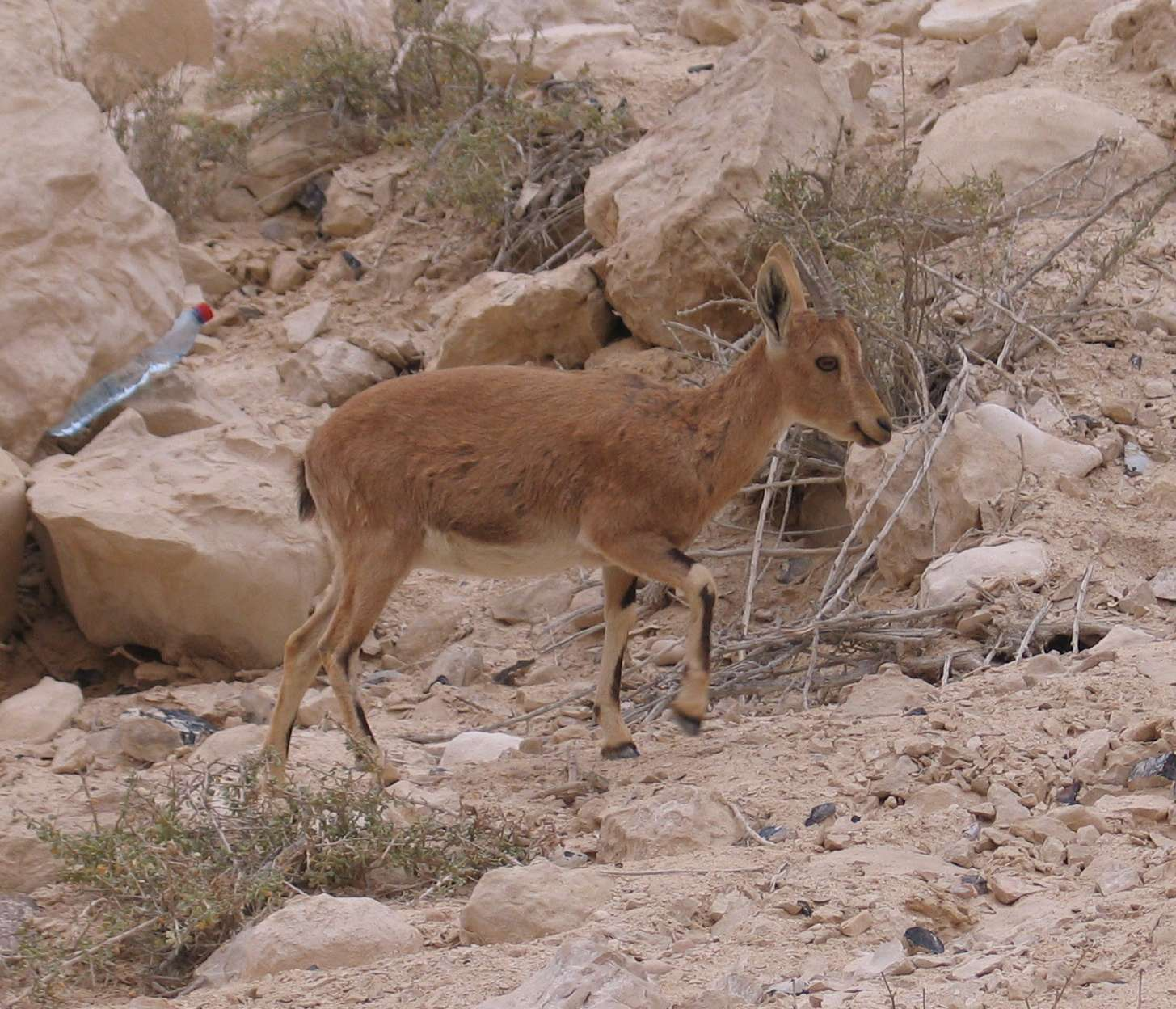
Présence animale à Ein Avdat.
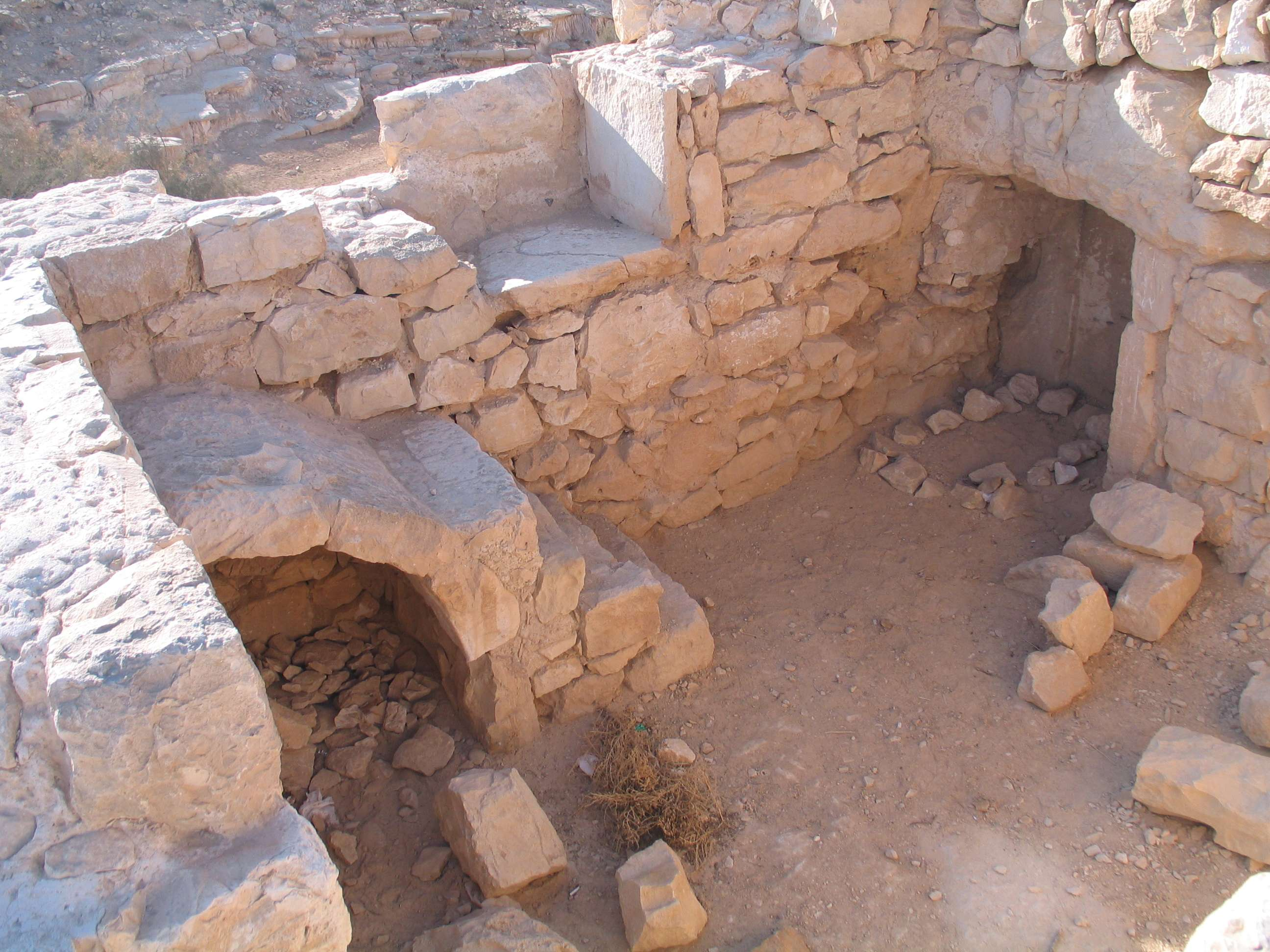
Ruine d'installation humaine à Ein Avdat.
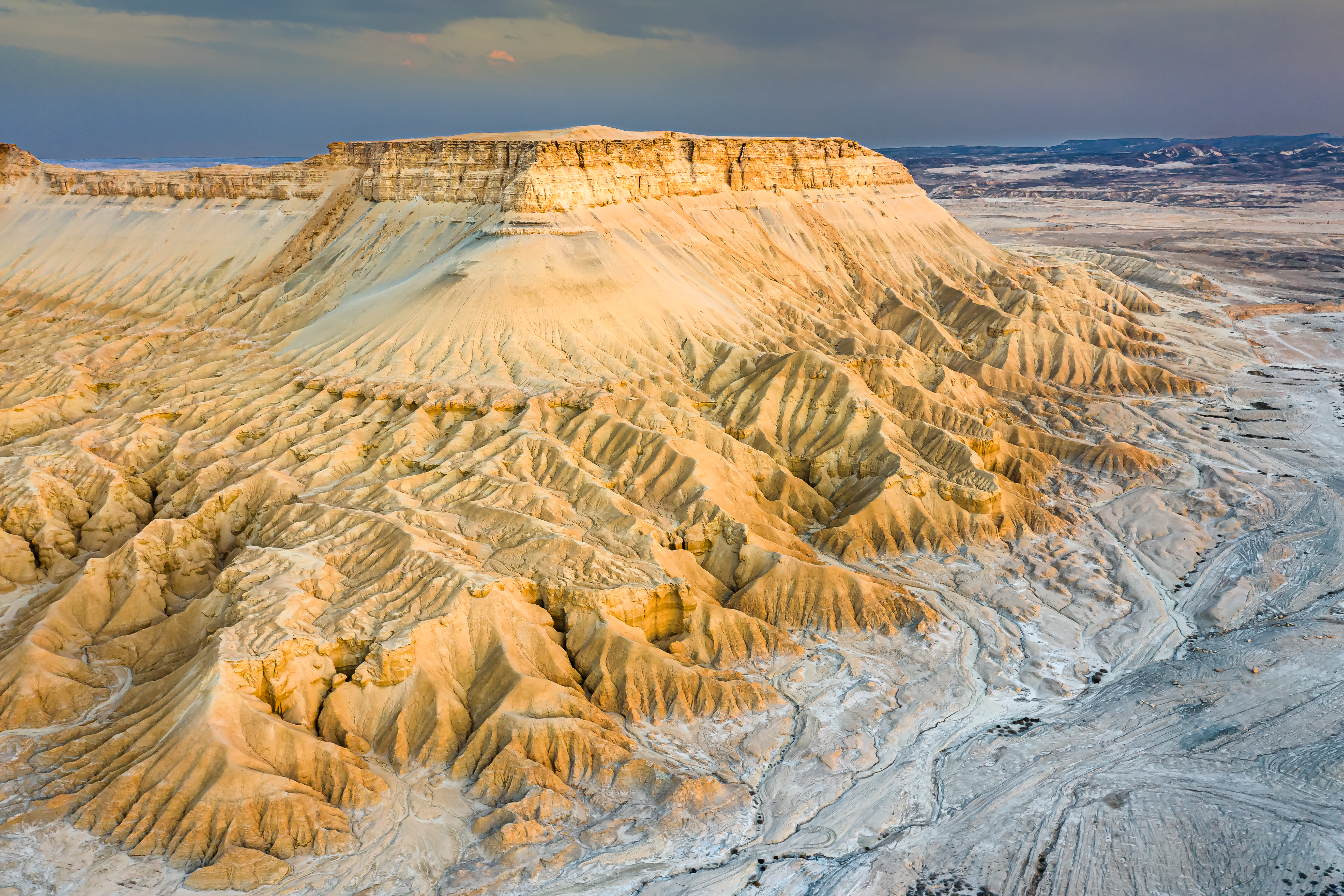
הר_צין (he), montagne dans la réserve naturelle de Shmurat Makhteshim ‘En Yahav, dans la région de En Yahav, au Néguev. Novembre 2020.